# 헤드 (2011년 영화)
"헤드"는 2011년에 개봉한 대한민국의 영화이다.

## 캐스팅
- 박예진 : 신홍주 역
- 백윤식 : 백정 역
- 류덕환 : 신홍제 역
- 오달수 : 김상철 박사/오병석 박사 역
- 데니안 : 강승완 역
- 박영서 : 용이 역
- 주진모 : 이 반장 역
- 우현 : 박씨 역
- 최재섭 : 임희철 조교 역
- 김왕근 : 검사관 1 역
- 장준녕 : 박 형사 역
- 곽도원 : 정 선배 역
- 진경 : 여자 간병사 역
- 최필립 : 사회자 역 (특별출연)
- 차현정 : 황미진 역 (특별출연)
- 정시온 - 미스 조 역